# Agrypon flaveolatum
Agrypon flaveolatum là một loài tò vò trong họ Ichneumonidae.